# Zamrock
Zamrock je hudební žánr, který vznikl v sedmdesátých letech v Zambii . Popisuje se jako kombinace tradiční africké hudby s psychedelickým rockem a funkem. 
Tento žánr lze popsat jako kombinaci zvuku Jimiho Hendrixe a Jamese Browna. Mnoho Zamrockových kapel bylo také ovlivněno opakujícími se riffy kapel jako Black Sabbath, Blue Cheer, Rolling Stones, Deep Purple a Cream.
Rikki Ililonga a jeho skupina Musi-O-Tunya jsou obecně považováni za tvůrce tohoto žánru. Mezi další významné umělce patří WITCH,  Mír, Amanaz, Chrissy "Zebby" Tembo a Paul Ngozi a jeho kapela Ngozi Family.

## Historie
Kořeny Zamrocku sahají až do padesátých let, mezi první průkopníky patří zpěváci z provincie Copperbelt jako Stephen Tsotsi Kasumali, William Mapulanga a John Lushi. Zamrock jako hudební hnutí vzešlo z zambijské nezávislosti na britském kolonialismu, která vedla k ekonomickému rozvoji země. Zambie profitovala převážně z měděných dolů. Období popularity Zamrocku v Zambii skončilo, když v 80. letech ceny mědi klesly a zemi postihla epidemie AIDS. 
Poté, co země v roce 1964 získala nezávislost, tehdejší prezident Kenneth Kaunda prohlásil, že 95 % hudby hrané na rozhlasových stanicích musí být od zambijských umělců. Rychlá urbanizace hornických regionech přinesla řadu nových uměleckých stylů. Rostoucí bohatství v zemi a dozvuky britského vlivu s sebou přinesly nárůst zájmu o používání elektrické kytary. Hudebník Paul Ngozi z Ngozi Family byl jedním z prvních, kteří využili tradiční africký nástroj kalindula v zamrockovém kontextu.
Když v 80. letech klesla cena mědi a zambijské hospodářství se zhroutilo, ocitla se Zambie spolu se sousedními zeměmi v neklidném politickém klimatu. Když země nabídla pomoc uprchlíkům, došlo k několika sériím bombových útoků, směřovaných převážně na zambijské elektrárny. Kdysi prosperující města nyní postihovaly výpadky proudu, navíc vláda vyhlásila zákaz vycházení. Množství hudebníků bylo nyní nuceno opustit svou hudební kariéru, protože pro většinu obyvatel byly vstupenky na jejich koncerty příliš drahé. Do roku 2001 zemřeli všichni členové skupiny WITCH, kromě Emanuela „Jagari“ Chandy, na AIDS.
Oživení zájmu po celém světě v posledních letech, včetně reedic v Severní Americe a produkce dokumentu, umožnilo některým zamrockovým umělcům, včetně Jagariho, cestovat, vystupovat a nahrávat nový materiál.